# Hrabia Cairns
Tytuł hrabiego Cairns został kreowany w parostwie Zjednoczonego Królestwa w 1878 r. dla Hugh Cairnsa, 1. barona Cairns
- Dodatkowe tytuły hrabiów Cairns:
  - wicehrabia Garmoyle (kreowany w 1878 r. w parostwie Zjednoczonego Królestwa)
  - baron Cairns (kreowany w 1867 r. w parostwie Zjednoczonego Królestwa)
- tytuł grzecznościowy najstarszego syna hrabiego Cairns: wicehrabia Garmoyle

Hrabiowie Cairns 1. kreacji (parostwo Zjednoczonego Królestwa)
- 1878–1885: Hugh McCalmont Cairns, 1. hrabia Cairns
- 1885–1890: Arthur William Cairns, 2. hrabia Cairns
- 1890–1905: Herbert John Cairns, 3. hrabia Cairns
- 1905–1946: Wilfred Dallas Cairns, 4. hrabia Cairns
- 1946–1989: David Charles Cairns, 5. hrabia Cairns
- 1989 -: Simon Dallas Cairns, 6. hrabia Cairns

Najstarszy syn 6. hrabiego Cairns: Hugh Sebastian Frederick Cairns, wicehrabia Garmoyle